# Championnats de France de gymnastique rythmique
Les Championnats de France de gymnastique rythmique sont une compétition annuelle organisée par la Fédération française de gymnastique. À l'issue de cette compétition, un titre de Championne de France est décerné à la meilleure gymnaste du concours général, ainsi que du concours par engin.

## Palmarès du concours général
- 2024 : Bénédicte Loola
- 2023 : Maëlle Millet[1]
- 2022 : Maëlle Millet
- 2021 : Maëlle Millet[2],[3]
- 2020 : Annulés en raison de la pandémie de Covid-19
- 2019 : Célia Joseph-Noël
- 2018 : Axelle Jovenin
- 2017 : Kséniya Moustafaeva
- 2016 : Kséniya Moustafaeva
- 2015 : Kséniya Moustafaeva
- 2014 : Kséniya Moustafaeva
- 2013 : Kséniya Moustafaeva
- 2012 : Delphine Ledoux
- 2011 : Delphine Ledoux
- 2010 : Delphine Ledoux
- 2009 : Delphine Ledoux
- 2008 : Delphine Ledoux
- 2007 : Delphine Ledoux
- 2006 : Delphine Ledoux
- 2005 : Delphine Ledoux
- 2004 : Delphine Ledoux
- 2003 : Aurélie Lacour
- 2002 : Aurélie Lacour
- 2001 : Aurélie Lacour
- 2000 : Aurélie Lacour
- 1999 : Amélie Villeneuve
- 1998 : Eva Serrano
- 1997 : Eva Serrano
- 1996 : Eva Serrano
- 1995 : Eva Serrano
- 1994 : Eva Serrano
- 1993 : Eva Serrano
- 1992 : Chrystelle Sahuc
- 1991 : Chrystelle Sahuc
- 1990 : Stéphanie Cottel
- 1989 : Aurore Retuerto
- 1988 : Stéphanie Cottel
- 1987 : Annette Walle - Stéphanie Cottel - Emmanuelle Serre
- 1986 : Annette Walle
- 1985 : Annette Walle
- 1984 : Annette Walle
- 1983 : Bénédicte Augst
- 1982 : Bénédicte Augst
- 1981 : Martine Vital-Fournier
- 1980 : Martine Vital
- 1979 : Catherine Féraud
- 1978 : Catherine Féraud
- 1977 : Catherine Féraud
- 1976 : Catherine Féraud
- 1975 : Patricia Vanauld
- 1974 : Josette Pinon-Bellanger
- 1973 : Patricia Vanauld
- 1972 : Patricia Vanauld
- 1971 : Josette Pinon
- 1970 : Marceline Mouren
- 1969 : Marceline Mouren
- 1968 : Anne-Marie Estivin